# Alaric I
Alaric I (Alareiks trong tiếng Goth nghĩa là "vua của tất cả") được cho là sinh vào khoảng năm 370 CN ở một hòn đảo mang tên Peuce ở cửa sông Danube mà ngày nay thuộc địa phận România. Ông là vua của người Visigoth từ năm 395 đến 410, nổi tiếng vì cuộc công chiếm thành Roma năm 410, đánh dấu sự suy tàn của đế quốc Tây La Mã.
Cha của ông là Athanaric, thuộc bộ tộc Balti thuộc nhánh Visigoth của dân tộc Goth. Lúc ông sinh ra thuộc giai đoạn cuộc thiên di của dân tộc Goth và các tộc người German khác vào bên trong biên giới đế quốc La Mã hòng chạy trốn khỏi người Hung Nô

## Phục vụ cho Đế quốc

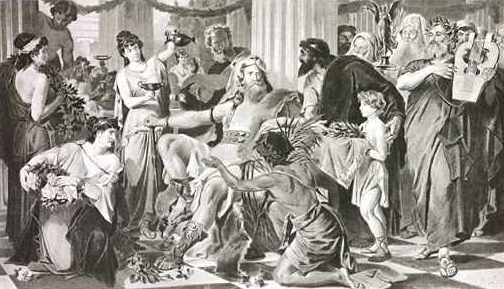
Alaric, tranh in kẽm 1894 từ bản sơn dầu của Ludwig Thiersch

Ông vốn là người cầm đầu foederati(một hình thức quân đội không thường trực của đế chế La Mã, không tổ chức theo phiên hiệu quân đội La Mã mà là tập hợp những người lính của các bộ lạc German) của người Visigoth, dưới thời Hoàng đế Theodosius I từng tham gia vào cuộc chiến chống kẻ tiếm ngôi Eugenius. Khi Theodosius I mất vào năm 395, đế quốc được chia cho 2 người con trai, Arcadius phần phía Đông và Honorius. Arcadius không thiết việc triều chính và Honorius còn rất nhỏ nên quyền hành nằm trong tay hai người phụ chính kình địch lẫn nhau - Đại thống lĩnh(Praetorian Prefect) Flavius Rufinus ở Constantinopolis và Thống chế(magister militum) Flavius StIlyicho ở Roma. StIlyicho cũng tuyên bố là người giám hộ của Arcadius, gây ra sự tranh cãi lớn giữa triều đình phía Tây và phía Đông.

## Cuộc chiến với La Mã
Theo Edward Gibbons, trong buổi đầu sự chia cắt ấy, Alaric còn đang trông đợi sẽ được phong chức trong quân đội thường trực của Đế chế. Tuy nhiên, mong muốn thăng tiến ấy đã không được chấp nhận. Khi ấy người Visigoth ở Hạ Moseia(nay là vùng Bắc România, Bulgaria và Moldova) nổi dậy với lý do họ đã mất mát quá nhiều ở Trận Fridigus mà không được trả xứng đáng, và dường như việc đẩy người Visigoth vào trận chiến là một phương cách thuận tiện mà đế quốc dùng để làm yếu đi bộ lạc này. Do những tiếng vang trong trận chiến vừa qua, Alaric được bầu làm vua của người Visigoth vào năm 395, bắt đầu cho một chiến đấu nhằm chiếm lấy một vùng đất định cư lâu dài.

### Những trận chiến đầu tiên
Khởi hành từ Hạ Moseia, đội quân của Alaric tiến về phía Đông, tới gần thành Constantinopolis nhưng cảm thấy không thể công hãm được nên đã quay lại phía Tây, đột nhập vào Thermolya thuộc Hy Lạp. Rufinus, bận rộn với các cuộc chiến chống Attila ở Tiểu Á và Syria, đã thương thảo với Alaric mà chỉ làm dấy lên những nghi ngờ ở Constantinopolis rằng Rufinius đã tiến hành liên minh với những người Goth. Trong khi đó, StIlyicho tiến quân về phía đông và theo nhà thơ Claudian, đã đánh bại quân Goth ở Illyricum. Một mệnh lệnh của Hoàng đế Arcadius buộc StIlyicho rút quân, còn Rufinus bị quân lính dưới quyền bức tử ít lâu sau đó. Quyền lực ở Constantinopolis lúc này rơi vào tay thái giám Eutropius. Hai sự kiện này đã khiến cho Alaric có thể hành quân thành công trên đất Hy Lạp, càn quét qua các thành bang nổi tiếng như Sparta, Corinth, Argo, bắt nhiều tù binh làm nô lệ. Tuy nhiên trong trận đụng độ với StIlyicho ở vịnh Corinth năm 397, quân đội Goths đã đại bại. Bản thân Alaric chỉ thoát chết nhờ việc StIlyicho phải rút quân, một lần nữa dưới áp lực của triều đình Constantinopolis. Alaric tiếp tục việc cướp bóc của mình ở Hy Lạp, ngay cả khi Hoàng đế Arcadius phong cho ông tước Thống chế xứ Ilyrium(magister militium per Ilyrium) và cung cấp cho quân lính của ông.

### Xâm lược Italy lần thứ nhất
Vào năm 401, quân đội Goths dưới sự chỉ huy của Alaric tiến vào Italy. Quyết định táo bạo này được cho là dưới ảnh hưởng của một lời tiên tri mà Alaric nhận được, rằng ông sẽ vượt qua dãy Alpine và công phá thành đô trong năm đó. Tuy nhiên, sau khi càn quét miền Bắc Italy, quân đội của Alaric đã lại chạm trán với quân đội La Mã do StIlyicho chỉ huy ở Pollentia(nay thuộc Piedmont). Trận chiến diễn ra vào ngày Phục Sinh(6 tháng Tư) và quân đội chính quy một lần nữa chiến thắng. Về sau những kẻ thù StIlyicho cáo buộc rằng ông đã lợi dụng sự buông bỏ của quân đội Goth vào ngày lễ thánh (Alaric là tín đồ Cơ đốc, dù không phải chính thống). Vợ của Alaric bị bắt làm tù binh trong trận này, và người ta có thêm một lý do nữa để giải thích thất bại của ông, đó là sự cản trở của số lượng lớn phụ nữ và trẻ em trong đoàn quân. Có thể nói cuộc viễn chinh này chủ yếu mang tính chất của một cuộc di cư dân tộc. Sau một thất bại nữa ở Verona, Alaric rút quân khỏi Italy. Dù đã không thể thâm nhập thành đô như lời tiên tri song ít nhất cuộc hành quân này đã khiến La Mã rung động, và buộc Hoàng đế Honorius phải rời nơi ở từ Milan tới Ravenna

### Xâm lược Italy lần thứ hai
Sau đó, Alaric trở thành một người bạn và đồng minh của StIlyicho. Bấy giờ, mâu thuẫn Đông-Tây đã trở nên gay gắt, đẩy đế quốc tới bờ vực của cuộc nội chiến. Năm 407, StIlyicho sử dụng quân đội của Alaric để tăng sức ép lên tổng trấn xứ Illyrium. Cái chết của Arcadius vào tháng 5 năm 408 đã xoa dịu phần nào triều đình Roma nhưng Alaric, bấy giờ đã kéo quân tới mũi Epirus, đòi hỏi Roma phải trả một khoản chi phí huy động quân đội lên tới 4000 pound vàng. Dưới áp lực của StIlyicho, nghị viện đã hứa trả khoản trên.

#### Vây hãm Roma lần thứ nhất
Tuy nhiên ba tháng sau, StIlyicho và các thành viên chủ chốt của phe ông bị hạ sát dưới lệnh của Honorius. Tiếp đó, Honorius nghe lời khuyên của viên cận thần Olympius đã tiến hành một vụ thảm sát vợ và con của những người lính foederati. Do đó, hơn 3 vạn đàn ông Goth đã đổ về doanh trại của Alaric và kêu gọi ông lãnh đạo một chiến dịch trả thù. Đội quân này vượt dãy Alps, tháng 9 năm 408 đã đạt chân đến trước Roma và vây chặt thành phố.
Bấy giờ Roma không còn một vị tướng nào khả dĩ chống cự được Alaric sau khi StIlyicho đã chết. Tuy nhiên Alaric đã không ra lệnh đánh thành. Ông tin rằng với việc bao vây, thành phố buộc phải đầu hàng vì hết lương thực. Nạn đói thực sự xảy ra, Nghị viện buộc phải gửi cử đại diện tới đàm phán. Khi họ cố tìm cách dọa dẫm rằng 100 ngàn người Roma sẵn sàng cầm vũ khí kháng cự, Alaric đã cười và trả lời bằng một câu nói nổi tiếng: "Cỏ càng dày, càng dễ nhai!". Rốt cuộc người dân thành phố đồng ý trả một khoản tiền chuộc lớn, gồm 5000 pound vàng, 30000 pound bạc, 4000 áo lụa, 3000 bộ da nhuộm đỏ và 3000 pound hồ tiêu.
Alaric đồng ý nới các vòng vây nhưng vẫn đóng quân cách Roma không xa. Nếu vàng là mục đích chính của đội quân người Goth, thì Alaric không dự định làm Roma lụn bại mà trước sau ông mong muốn một vị trí chính thức và được thừa nhận cho ông và dân tộc ông bên trong biên giới của đế quốc. Vì vậy, ông gửi yêu sách tới Honorius đòi nhượng lại một vùng lãnh thổ dài 200 dặm và rộng 150 dặm nằm giữa sông Danube và vịnh Venice và danh hiệu Tổng tư lệnh quân đội đế chế. Mong muốn một cam kết mạnh mẽ, Alaric muốn Hoàng đế ra mặt và trực tiếp trao cho danh hiệu trên. Nhưng Honorius lo ngại cho sự an toàn của chính ông ta, không chịu rời khỏi cung điện ở Ravenna, vốn được bảo vệ bởi các đập nước và đầm lầy.

#### Cuộc vây hãm lần thứ hai
Đàm phán kéo dài, Alaric hạ thấp các đề nghị của minh. Nghe lời Olympius, Honorius một mặt tuyên bố đồng ý với các đề nghị của Alaric, một mặt bí mật gửi 6000 quân từ các miền của đế chế về Roma. Đội quân này bị quân đội Goth mai phục và tiêu diệt hầu như toàn bộ. Sau khi tất cả những cố gắng nhằm tìm một thỏa thuận thỏa đáng với hoàng đế đều thất bại, năm 409 Alaric tiến hành vây hãm Roma lần thứ hai. Lần này ông trực tiếp đàm phán với nghị viện và sau đó, được sự tán thành của họ, đã tuyên bố một hoàng đế đối lập, một người Hy Lạp tên là Priscus Attalus.
Sau mười một tháng, Alaric sa thải vị hoàng đế bù nhìn vô dụng này và bất chấp lời kêu gọi đánh chiếm thành Roma, cố gắng mở lại các cuộc đàm phán với Honorius. Honorius, bấy giờ đã sa thải Olympius, chấp thuận đàm phán. Để bày tỏ thiện chí, Alaric cho quân lính rút ra khỏi Roma và cùng với một đội cận vệ thân hành tới Ravenna.

#### Chiếm đóng thành Roma

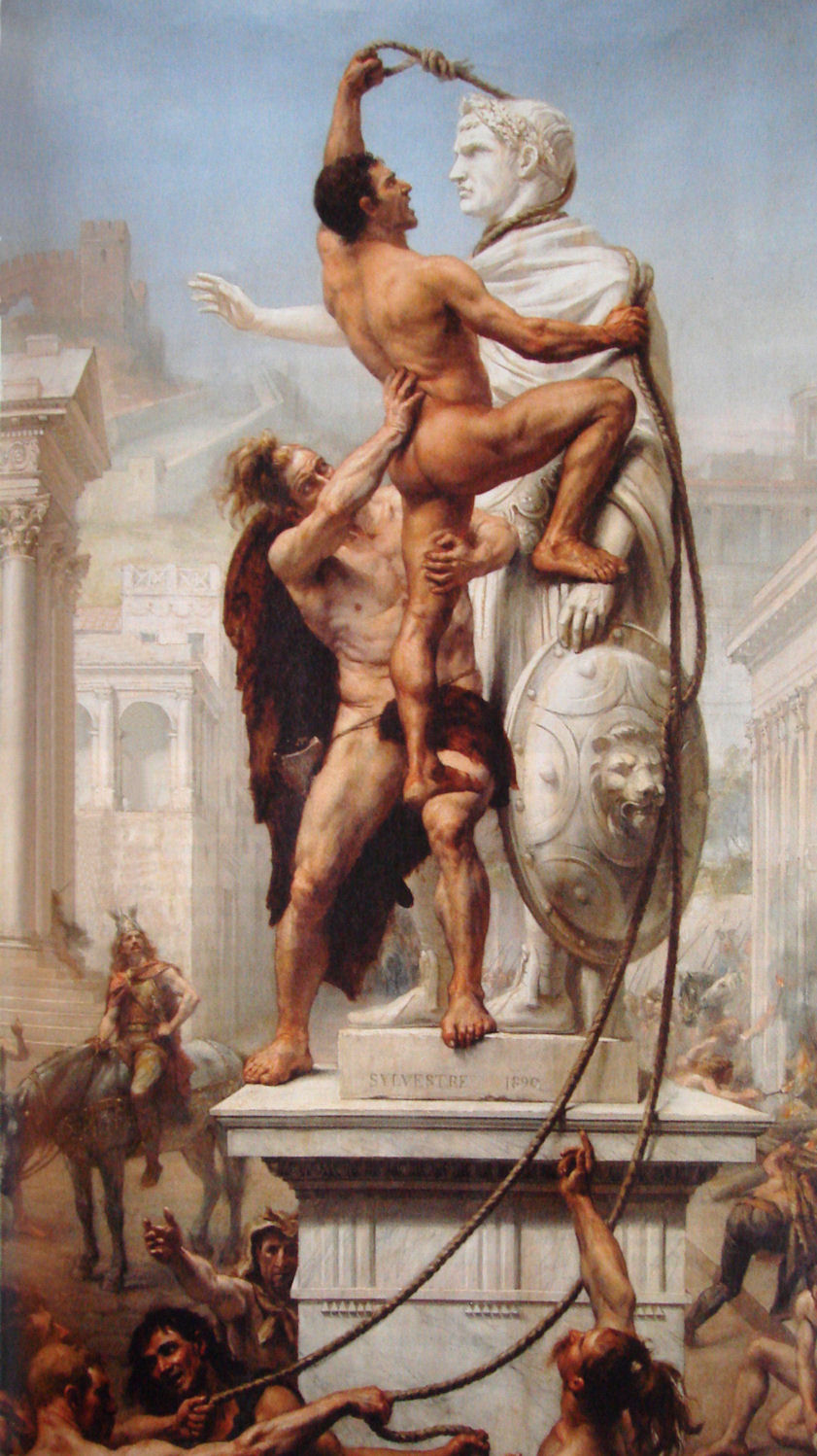
Cướp thành Rome năm 410, tranh sơn dâu J-N Sylvestre năm

Trên đường tới Ravenna, Alaric bị mai phục bởi Sarus, một vị tướng người Goth bất bình với quyết định hòa đàm của Honorius. Sarus là kẻ thù cũ của gia đình Alaric, từng cạnh tranh nhưng không được bầu làm vua Goth. Alaric thoát chết, và từ bỏ mọi tin tưởng vào kẻ thù.
Quân đội Goth tiến về Roma lần thứ ba. Sự phòng ngự bấy giờ là không thể, tuy nhiên người ta còn tranh cãi quân Goth đã vào thành bằng cách nào, do sự phản bội hay do đột kích bất ngờ. Các ghi chép về thời điểm này rất nghèo nàn, và có lẽ vào ngày 24 tháng 8 năm 410, Alaric đã vượt cổng Porta Salaria phía tây bắc thành Roma.
Chắc chắn sự đốt phá đã diễn ra, nhưng không phải quá khủng khiếp. Chẳng hạn, các chứng cớ khảo cổ và các ghi chép để lại cho thấy những khu vườn Gallust, vốn nằm rất gần chỗ đột kích của quân Goth, đã không bị tổn hại, cả Quảng trường La Mã cũng vậy. Người ta ghi nhận một sự khoan dung của quân đội Alaric, nhất là đối với các công trình Cơ đốc giáo. Trong khi đó, các ngôi mộ của những vị hoàng đế theo đa thần giáo ở Lăng Augustus và Castel Sant'Angelo đã bị quật lên, tro bị phân tán.

## Cái chết và di sản

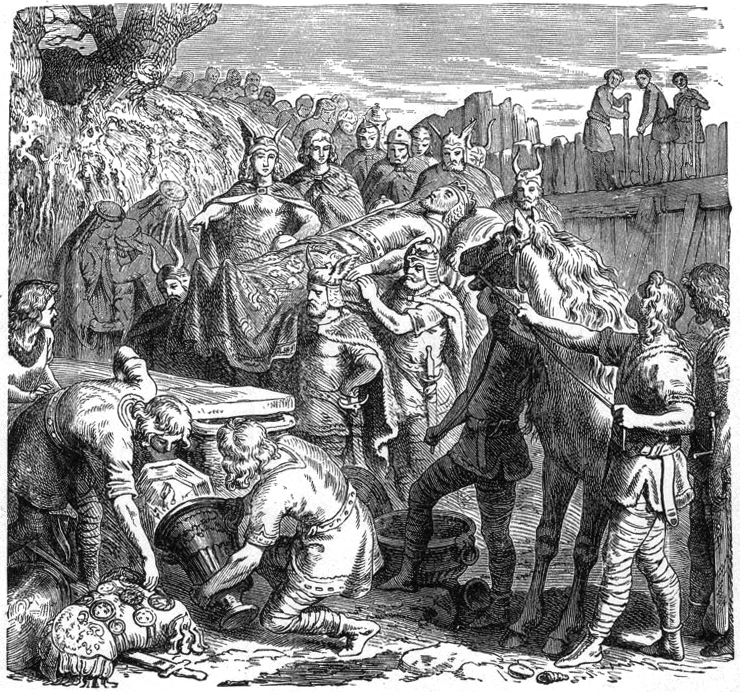
Chôn cất Alaric ở sôngBusento, tranh in litô năm 1895

Chiếm được Roma trong cảnh tuyệt vọng vì không còn khả năng thương lượng với đế chế, Alaric dẫn quân về phía nam tới Calabria. Ông dự định xâm chiếm châu Phi và do đó nắm nguồn cung cấp lương thực cho đế chế, hòng một lần nữa đặt điều kiện với Honorius. Tuy nhiên một trận bão đã đánh tan tàu bè của ông. Ông mất sớm sau đó ở Cocenza, có lẽ do bệnh sốt. Nhiều huyền thoại để lại liên quan đến việc chôn cất vị vua Visigoth này.
Sau khi Alaric mất, người anh rể Ataulf kế vị, sau này lấy Galla Placidia, em gái của Honorius bị bắt trong trận đánh thành Roma. Người Goth còn phải trải qua một hành trình dài và mệt mỏi tới thế kỷ VI để tìm được một chỗ trú chân ở xứ Gaul. Thành Roma sau đó còn bị cướp bóc vài lần nữa với mức độ tàn phá khủng khiếp hơn trước khi Hoàng đế cuối cùng, Romulus Augustus thoái vị vào năm 476, đánh dấu sự sụp đổ hoàn toàn của Đế quốc Tây La Mã.